# 貢迪溫迪區政府
貢迪溫迪區（英語：Goondiwindi Region）是澳大利亞昆士蘭州的地方政府，與新南威爾斯州相鄰；2008年，由3個地方政府合併而成；所統籌的政府預算有澳幣2610萬。

## 區議會
由6名議員和1位市長所組成。